# Oriopsis ingeloreae
Oriopsis ingeloreae är en ringmaskart som beskrevs av Plate 1995. Enligt Catalogue of Life ingår Oriopsis ingeloreae i släktet Oriopsis och familjen Sabellidae, men enligt Dyntaxa är tillhörigheten istället släktet Oriopsis och familjen Sabellariidae. Arten har ej påträffats i Sverige. Inga underarter finns listade i Catalogue of Life.